# Shantae (trò chơi điện tử)
Shantae là một trò chơi platform cuộn cảnh do WayForward phát triển và được Capcom phát hành cho hệ máy Game Boy Color vào năm 2002. Đây là tựa game đầu tiên trong loạt game Shantae. Trò chơi này kể về cuộc phiêu lưu của nhân vật cùng tên là nửa-jinni Shantae trong chuyến du hành khắp Xứ Sequin của mình, thiết lập nội dung của series này đều là chuyện đẩy lùi mưu đồ thống trị của nữ hải tặc ác tâm Risky Boots. Trong suốt chuyến truy tìm của mình, Shantae học được nhiều vũ điệu khác nhau và kiếm được các món đồ giúp cô ấy dần dần mạnh lên cùng với cả mở khóa các năng lực và địa điểm mới, cuối cùng dẫn dắt cô ấy đối mặt với Risky trong hang ổ của cô ta.
Trò chơi này ít ai biết đến do mãi hơn một năm sau thời điểm Game Boy Advance ra mắt thì mới được phát hành. Tuy nhiên game nhận được các đánh giá có thiện cảm và đã kiếm được sự ghi nhận từ khi được phát hành, được nhắc đến trong nhiều danh sách các trò chơi hay nhất trên nền tảng Game Boy Color, và còn được một số nhà đánh giá gọi là "cult classic". Có bản port cho Nintendo Switch đã được lên lịch phát hành vào tháng 9 năm 2020.

## Lối chơi

Nhân vật Shantae do người chơi điều khiển băng qua khu vực rừng rậm.

Shantae là trò chơi platform-phiêu lưu, trong đó người chơi nhập vai nhân vật cùng tên game là Shantae, cô là một nửa-jinni gánh vác nhiệm vụ du hành qua nhiều khu vực khác nhau nhằm ngăn chặn nữ hải tặc ác tâm Risky Boots. Phương pháp tấn công mặc định của Shantae là sử dụng mái tóc của mình giống như roi da. Shantae còn có thể sử dụng các viên ngọc thạch thu được từ các kẻ địch bị đánh bại để mua những món đồ như thuốc khôi phục sinh lực cùng với các món đồ đả thương với nhiều công dụng khác nhau, với cả học các chiêu thức chiến đấu cấp cao. Trò chơi thiết đặt năm thị trấn, với nhiều khu vực khác nhau đều tràn đầy kẻ địch và các chướng ngại ở giữa các nơi. Nhằm để tiến triển suốt trò chơi, Shantae phải kiếm ra các nhân vật khác nhau, họ sẽ mở ra các dungeon, ở mỗi dungeon đều có một jinni hộ vệ sẽ dạy cho Shantae vũ điệu mới. Bằng cách dùng các vũ điệu đấy, Shantae có thể biến thân thành các loài động vật khác nhau, gồm: khỉ – có thể leo tường, voi – có thể đập tan các vật thể như đá tảng và gốc cây, nhện – có thể leo trèo qua mạng nhện và các bề mặt nhất định ở phần cảnh nền, và harpy – có thể bay trong không trung. Shantae phải dùng những năng lực đấy để tới được các khu vực mới hoặc tìm kiếm các món đồ bị ẩn.
Trò chơi cũng thiết đặt chu trình ngày và đêm, vào ban đêm kẻ địch trở nên mạnh hơn. Khi đang ban đêm thì người chơi có thể thu thập các con đom đóm ẩn, nếu thu thập được hết chúng thì sẽ có phần thưởng. Các sinh vật khác mà có thể thu thập được còn có những con Warp Squid, đấy là những món đồ có hình con mực được ẩn giấu bên trong các dungeon, và có thể đưa chúng cho các con mực mẹ to hơn trong mỗi thị trấn để đổi lại được năng lực dịch chuyển tức thì đến đấy. Cuối cùng, người chơi có thể thu thập các bình trái tim để gia tăng mức sinh lực tối đa cho Shantae. Trò chơi cũng có sự góp mặt của nhiều loại minigame khác nhau như nhảy múa hay đánh bạc nhằm để kiếm được thêm ngọc thạch.

## Toát yếu

### Thiết lập và nhân vật
Nội dung game diễn ra ở một thế giới giả tưởng được gọi là Xứ Sequin, được mô tả là xứ sở có phép thuật, thuở xưa được các Jinni Hộ vệ che chở và gìn giữ được hòa bình lâu dài. Trong quãng thời gian đấy, các jinni đã phải lòng với loài người và có con với họ, những đứa con đó đều là những người con gái nửa-jinni với sức mạnh ma pháp hạn chế. Vì những nguyên nhân không rõ ràng, rốt cuộc các jinni đều đã biến mất, để lại con cái họ thay thế họ giữ vai trò bảo vệ xứ sở đấy. Nhân vật chính Shantae là một nửa-jinni như vậy, được giao trọng trách làm Jinni Hộ vệ cho cái làng chài nhỏ của Thị trấn Scuttle, nơi này cô ấy cư trú tại cái nhà hải đăng bị bỏ hoang.
Trò chơi này sở hữu một dàn nhân vật thường kỳ quy mô nhỏ, gồm có nhân vật chính được mô tả là "hồn nhiên và có chút gì đó ngây thơ,[...] với cái nhìn như trẻ con về cái đúng và cái sai", vậy nhưng cô ấy cũng rất quyết đoán và điêu luyện trong chiến đấu. Các nhân vật khác gồm có: kẻ phản diện Risky Boots – tự phong mình là "Nữ vương của Bảy Đại dương", cô ta làm chủ một đội hải tặc những sinh vật câm lặng được gọi là các "Tinkerbat" đều tuân theo ý muốn của cô ta; Chú Mimic – thành viên cao tuổi của hiệp hội các nhà phiêu lưu được gọi là nhóm Thợ săn Di vật, ông có vai trò như một người chú nuôi của Shantae; Bolo – cộng sự đấu khẩu của Shantae, anh ấy là một con người có đôi chút tối dạ và dễ bị phụ nữ sai bảo; Sky – người bạn lâu năm của Shantae, cô là người chuyên nuôi nấng và huấn luyện chim chiến, và thường xuyên được hiện diện cùng với con chim chiến vật cưng của mình là Wrench; và con zombie Rottytops – được mô tả là một cô gái thân thiện, nhưng lại tinh quái và chẳng đáng tin cậy.

### Cốt truyện
Băng hải tặc Tinkerbat do Risky Boots dẫn đầu tấn công Thị trấn Scuttle rồi cướp mất động cơ hơi nước nguyên mẫu khỏi Mimic – thợ săn báu vật cư trú tại thị trấn đấy. Mimic bảo với Shantae – người hộ vệ của Thị trấn Scuttle – rằng nếu Risky mà lấy được bốn "hòn đá nguyên tố" phép thuật, thì cô ta sẽ có thể khởi động chiếc máy hơi nước đó và dùng nó để tạo ra thứ vũ khí không gì ngăn cản được. Shantae du hành khắp Xứ Sequin, kiên quyết lấy lại động cơ hơi nước cùng với các hòn đá nguyên tố và ngăn chặn Risky.
Với sự trợ giúp từ hai người bạn Bolo và Sky cùng với người quen là Rottytops, Shantae kiếm được đường vào ba dungeon rồi lấy được ba hòn đá tại các nơi đấy. Ở dungeon thứ tư, cô tìm thấy hòn đá thứ tư, nhưng lại bị Risky phục kích tại lối ra, cô ta lấy hết các hòn đá rồi bỏ đi. Shantae sau đó khám phá ra địa điểm hang ổ của Risky bằng chiếc kính viễn vọng biết bay có phép có tên là Spy Scope, rồi dịch chuyển tức thì đến đó. Shantae đến nơi rồi phá hủy vũ khí của Risky là chiếc Xe tăng Tinker. Risky toan kết liễu Shantae nhưng bị đánh bại; và khi hang ổ của Risky sụp đổ thì Shantae trốn thoát ra. Sau đó, bằng một cách thần kỳ cô ấy bị đem về một nơi gọi là Cõi Jinni, tại nơi đấy các jinni đề nghị cô ấy một cơ hội được ở lại cùng với họ như phần thưởng cho dũng khí của cô, nhưng bằng cái giá là không bao giờ được nhìn thấy bạn bè của mình nữa. Shantae từ chối và được gửi về lại Thị trấn Scuttle, nơi đây cô bảo cho Mimic rằng mình đã đành phải phá hủy cái động cơ hơi nước, nhưng rồi cô nhẹ nhõm sau khi nghe ông ấy nói rằng làm thế thì chắc hẳn sẽ tốt đẹp hơn.

## Phát triển

### Phát triển trò chơi
Game này do WayForward phát triển được cho rằng sớm nhất là từ năm 1997. Phiên bản website chính thức cũ được cất trữ của công ty đây cho thấy một hướng tiếp cận rất khác đến game này, hồi đó trò chơi này được cân nhắc phát triển trên PC hoặc PlayStation, dùng môi trường 3D với các nhân vật 2D chuyển động bên trên cảnh nền 3D. Shante được thể hiện là một jinni trắc trở, được sinh ra mà không hề có sức mạnh phép thuật, lại phải giải cứu thế giới khỏi các Jin – những sinh thể hùng mạnh từng bị phong ấn, tại lúc bắt đầu trò chơi thì chúng đã thoát ra và mưu tính sẽ rút cạn mọi phép thuật khỏi thế giới. Hồi đó, phép thuật của cô ấy có năng lực – theo như mường tượng của Erin Bozon, người sáng tạo gốc cho nhân vật này – là triệu hồi động vật, nhưng lại có cả dự trù về phép biến thân của Shantae là cô có thể hóa thân thành một con harpy. Vũ điệu của Shantae cũng có thể tung ra các đòn tấn công và cô có các trang phục khác nhau với các đặc điểm khác nhau.
Theo bài phỏng vấn vào năm 2000, trong ý tưởng của Matt Bozon – người đã sáng tạo ra vũ trụ của game dựa trên nhân vật của Erin, thì vào lúc khởi đầu, trò chơi được dự tính phát triển cho SNES hoặc PC. Ông và Erin xây dựng trò chơi này với sự giúp đỡ từ lập trình viên kỳ cựu Jimmy Huey – người làm việc cùng với WayForward vào lúc đó. Sau sự hoàn thành tựa game Xtreme Sports, Voldi Way – người sáng lập và cũng là chủ sở hữu WayForward – đã bật đèn xanh cho phiên bản Game Boy Color của trò chơi này. Vì lúc đó đã có engine đồ họa mà Huey đã xây dựng sẵn cho Xtreme Sports rồi, nên engine này được điều chỉnh lại cho hợp với nhu cầu làm game Shantae. Điều đấy giúp trò chơi trình diễn được những hiệu ứng hiếm gặp trên các trò chơi GBC, như cuộn cảnh thị sai với hiệu ứng trong suốt. Trong bốn tháng đầu tiên của quá trình phát triển, nhóm đã tạo ra được hầu hết hoạt họa, còn Huey đã lập trình được 'công cụ bắt chụp nghệ phẩm' để có thể bắt lấy các khung hình hoạt họa có màu đầy đủ, biến chúng trở thành các lớp hình với mỗi lớp ba màu rồi xếp chồng lên nhau để trở thành hình trọn vẹn trên màn hình của GBC.

### Xuất bản
Trò chơi này cần phải được chế tác thành cartridge 32 megabit có pin cấp điện thì mới có thể hoạt động trơn tru, vào thời đó sản xuất ra cartridge như vậy rất tốn kém. Nhân tố này đã làm các nhà xuất bản ngại ngần, chưa kể đến thực tế lúc đó việc cho ra mắt một sản phẩm sở hữu trí tuệ mới thì được coi là điều khá mạo hiểm. WayForward đã cố gắng tìm kiếm nhà xuất bản trong nhiều năm, trước khi rốt cuộc Capcom quyết định chọn game này để phát hành. Tuy nhiên, Capcom lại trì hoãn phát hành trong nhiều tháng liền, trong khoảng thời gian trì hoãn đấy lại có sự ra mắt của Game Boy Advance. Matt Bozon có nghe rằng trò chơi này chỉ có lượng sản xuất vẻn vẹn là 20–25.000 bản hồi đấy. WayForward có thấy được rằng màn hình của console đấy có xu hướng làm tối màu đi, cho nên họ đã tiến hành điều chỉnh bổ sung cho game, cho thêm vào tính năng làm sáng màn hình lên nếu được chơi trên Game Boy Advance, cùng với đó họ phát triển thêm một số tính năng bonus.

### Âm nhạc
Vào năm 2000, âm thanh được phát triển bằng định dạng audio Musyx, nhưng WayForward quyết định chuyển đổi sang công nghệ khác giữa quá trình phát triển. Bộ soundtrack có khoảng 20 bài nhạc vào lúc đó, và do Jake Kaufman biên soạn. Về cuối thì Kaufman sử dụng Paragon 5 GameBoy Tracker để sáng tác âm nhạc. CEO Paul Bragiel của Paragon 5 thì đóng vai trò là nhà sản xuất âm nhạc, còn Stephane Hockenhull thì thực hiện phát nhạc.
Bộ soundtrack cho game này được Fangamer phát hành vào tháng 1 năm 2019 dưới dạng thức vinyl đỏ, cùng với phiên bản biến thể màu tía có giới hạn do Limited Run Games xuất bản.

## Đón nhận

### Doanh thu và phân tích
Con số doanh thu chính xác của trò chơi này chưa hề được công bố, nhưng dựa theo lời của Bozon thì doanh số bán ra khá kém; ông đã nói rằng mình có nghe nói là khoảng 20–25.000 bản game đã được sản xuất, và có được bán hết, nhưng không hề có lần sản xuất thứ hai nào được tiến hành.
Matt Bozon có phát biểu rằng ông không trách cứ gì Capcom – nhà xuất bản game này – về trách nhiệm trong sự thất bại của game. Tức là bất chấp việc Capcom trì hoãn trò chơi này trong vòng 8 tháng sau khi nó được hoàn tất, cuối cùng đến khi Game Boy Advance đã hiện hữu được một năm rồi thì họ mới phát hành nó. Ông nói rằng ông gây dựng nó một cách rất ngây thơ, nghĩ là nếu trò chơi đủ hay thì sẽ bán được nhiều thôi. Bozon thừa nhận rằng từ lập trường sáng tạo thì ông chưa bao giờ thật sự chú trọng vào đối tượng khán thính giả nào cả, bằng dẫn chứng là nhân vật đấy mang tính "phá cách" (iconoclastic), "là nhãn hàng cho trẻ con thì lại khêu gợi quá, còn nếu là nhãn hàng cho game thủ nam giới thì lại con gái quá". Ngoài ra, Bozon còn phát biểu rằng kể cả trước khi trò chơi này được phát hành, thì ông dù gì cũng hiểu dần ra rằng trò chơi này "chắc hẳn sẽ không bán được" rồi, như trong giai đoạn mà WayForward tìm kiếm nhà xuất bản, nhiều nhà phân tích thị trường đã tỏ ra hoài nghi về cái ý tưởng game có nhân vật nữ chính dẫn dắt, và Bozon cuối cùng công nhận rằng họ chắc chắn "hiểu biết rất xác đáng về thị trường của mình". Khi đó ông vẫn không bỏ cuộc, vì ông cảm thấy rằng Shantae phải tồn tại, "cho dù chỉ là với tay ra rồi coi xem có khán thính giả nào với tay lại hay không".

### Đón nhận từ giới phê bình
Shantae nói chung đã được các nhà phê bình cùng thời tiếp nhận tốt. IGN đã gọi nó là "cuộc phiêu lưu platform kỳ diệu", với "các yếu tố cực kỳ đa dạng trong thiết kế màn chơi và nhân vật", còn bổ sung rằng nó "là một trò chơi Game Boy Color mà trông thật tuyệt vời". GameSpot đã khẳng định nó nó là "ví dụ hay" cho một tựa game platform xách tay, "trung thành vững chắc với các quy ước truyền thống của loại hình [trò chơi platform]", và có thêm rằng "một mảng mà trò chơi này thực sự tỏa sáng đó chính là hoạt họa", mặc dù họ có phàn nàn về âm nhạc của game là "đơn giản" và "có tính lặp đi lặp lại", với các hiệu ứng âm thanh "nhạt nhẽo". Tuy nhiên, Andy McNamara viết cho Game Informer thì ít tích cực hơn, nói rằng "trò chơi đấy thực tình chẳng hề đủ lôi cuốn để mà tiếp tục chơi".
Các đánh giá từ giới hồi cố thì cũng có tính tích cực, bằng việc Kaes Delgrego với Corbie Dillard của Nintendo Life và Kyle MacGregor của Destructoid đều khẳng định trò chơi này là "cult classic". Delgrego còn bổ sung rằng nó là "lá thư tình cho các cuộc phiêu lưu cuộn cảnh kỳ vĩ của hệ máy NES". Ông có thêm rằng đồ họa và âm thanh của game mang tính "xuất chúng", mặc dù có công nhận một số vấn đề với màn hình bé xíu của máy Game Boy và sự thiếu vắng chức năng chỉ dẫn tổng thể trong game. Delgrego có kết luận bằng nhận xét rằng trò chơi này "khắc họa một cách đích thực thời hoàng kim của chơi game". Có đánh giá mới của Mike Mason vào năm 2013 cho bản phát hành lại của trò chơi này trên Virtual Console ở Nintendo 3DS đã khẳng định rằng "trò chơi platform 2D được rắc đủ phép thuật jinni để đảm bảo nó tươi mới và thú vị cho khán thính giả hiện đại"
Shantae đã được mệnh danh trong vài danh sách các trò chơi Game Boy hay nhất. Ben Reeves ở Game Informer đã cho Shantae đứng thứ 15 trong số game hay nhất Game Boy và cảm thấy trò này đã bị người ta bỏ sót mất. Complex có đề danh nó là game GBC hay nhất đứng thứ 7 vào năm 2013, gọi nó là "trò chơi platform cừ khôi". GamesRadar có xếp hạng nó là trò chơi Game Boy hay nhất đứng thứ 8, bảo rằng "Shantae có đầy mấy thứ platform 2D điển hình [...] nhưng đều được làm cực kỳ tốt và mang cái kỳ khôi thị giác mà hiếm bao giờ thấy trên GBC". Vào năm 2018, trò chơi được xếp hạng thứ 9 game hay nhất GB/GBC bởi website Tiếng Pháp French website Jeuxvideo.com, họ gọi nó là "trò chơi hành động-platform xuất sắc với định hướng nghệ thuật trác tuyệt".

## Hậu bản
Vài kế hoạch cho hậu bản Shantae có được tiến hành, gồm có Shantae: Risky Revolution cho Game Boy Advance, hay Shantae: Risky Waters cho Nintendo DS. Vào ngày 15 tháng 9 năm 2009, hậu bản mang tựa đề Shantae: Risky's Revenge được loan báo, và được hé lộ là tựa game có thể tải xuống từ DSiWare trong chuỗi game kỳ nghỉ 2009 của Nintendo of America, kèm ngày phát hành không xác định vào Q4 năm 2009. Chi tiết về hậu bản chia theo tập 3 phần có được hé lộ trong số báo Nintendo Power tháng 11 năm 2009. Tuy nhiên, kế hoạch phát hành theo từng tập đã bị hủy bỏ, và thay vì thế, trò chơi đấy đã được phát hành thành hậu bản độc lập trên DSiWare vào ngày 4 tháng 8 năm 2010. Sau này game đấy được port lên iOS, Microsoft Windows và PlayStation 4. Trò chơi thứ ba – Shantae and the Pirate's Curse – đã được phát hành trên eShop Nintendo 3DS vào ngày 23 tháng 8 năm 2014. Sau này game đấy cũng được phát hành trên Wii U, Microsoft Windows, PlayStation 4, Xbox One và Amazon Fire TV. Tựa game thứ tư – Shantae: Half-Genie Hero – đã được phát hành cho Microsoft Windows, PlayStation 4, PlayStation Vita, Wii U, Xbox One và Nintendo Switch; nó là trò chơi đầu tiên có độ phân giải HD trong series này. Trò chơi đấy đã được gọi vốn cộng đồng thành công qua Kickstarter và PayPal, lĩnh được gần $950.000, nhiều hơn gấp đôi so với mục tiêu ban đầu. Trò chơi thứ năm – Shantae and the Seven Sirens – đã được phát hành cho Apple Arcade vào năm 2019, và cho PC, PlayStation 4, Xbox One, và Nintendo Switch vào năm 2020.

### Tái phát hành
Vào ngày 18 tháng 7 năm 2013, Shantae đã được WayForward phát hành lại ở dạng kỹ thuật số thông qua dịch vụ Virtual Console trên Nintendo 3DS. Trò chơi có thể được mua qua eShop tại Bắc Mỹ và lần đầu tiên tại Châu Âu, nước Úc và New Zealand.
Vào tháng 7 năm 2020, Limited Run Games loan báo rằng họ sẽ tiến hành sản xuất một lượng ít các cartridge Shantae mới cho Game Boy Color, lên lịch cho phép đặt hàng trước bắt đầu từ tháng 9 cùng năm. WayForward cũng loan báo rằng họ sẽ tiến hành phát hành bản port của game này cho Nintendo Switch, ở cả hai dạng là dạng kỹ thuật số và dạng phát hành vật lý có giới hạn từ Limited Run.